# Panaj
Panaj je filipínský ostrov ležící ve Visayském souostroví jihovýchodně od Mindora a severozápadně od Negrosu. Má rozlohu 12 011 km² (šestý největší ostrov Filipín a šedesátý pátý největší ostrov světa). Žije na něm okolo čtyř a půl milionu obyvatel (čtvrtý nejlidnatější ostrov Filipín a dvacátý čtvrtý nejlidnatější ostrov světa). Největším městem je Iloilo. Ostrov je rozdělen na čtyři provincie: Aklan, Antique, Capiz a Iloilo. Většinu populace tvoří Visajané, v odlehlých oblastech žijí zbytky původního negritského osídlení.
Ostrov má tvar trojúhelníku, západní část je hornatá, na východě leží úrodná nížina. Nejvyšším vrcholem je Mount Madia-as (2 117 m). Nachází se zde deštný prales a krasová oblast s jeskyněmi jako Lapuz Lapuz, která je známá díky dokladům pravěkého osídlení. Endemickým druhem je zoborožec žlutobradý. Nejdelší řekou ostrova je Panay River (152 km).
Na Panaji se pěstuje rýže, kukuřice, tabák, cukrová třtina, banánovník a palma kokosová, těží se zlato, mangan, měď a kaolin, lesy poskytují eben, významný je také rybolov. Centrem průmyslu a moderních technologií je město Iloilo.
Název ostrova vznikl údajně tak, že španělský mořeplavec Miguel López de Legazpi po jeho objevení zvolal: „Pan hay!“ (španělsky „Mají chléb!“)
Při pobřeží Panaje leží ostrůvek Boracay, který je díky svým plážím oblíbeným cílem turistů.